# Kunsthal Helsinki
De Kunsthal Helsinki (Fins: Taidehalli, Zweeds: Konsthall) is een tentoonstellingsgebouw voor moderne kunst aan de Nervanderinkatu in de wijk Etu-Töölö in de Finse hoofdstad Helsinki.
Het gebouw werd geopend in 1928 en is deels gefinancierd door de rijke krantenman en mecenas Amos Anderson. Het is ontworpen door de Finse architecten Jarl Eklund (1876-1962) en Hilding Ekelund (1893-1984) en geldt als een schoolvoorbeeld van Noords classicisme. Het gebouw heeft diverse renovaties ondergaan, de laatste in 2009.
De Kunsthal heeft geen eigen collectie, maar herbergt jaarlijks zeven à acht tentoonstellingen, met de nadruk op schilderkunst van de 20e en 21e eeuw, maar ook met aandacht voor beeldhouwkunst, design en architectuur. De eigenaar is een particuliere stichting, die voor 25% financieel wordt ondersteund door de lokale en landelijke overheden.    